# Ministero della difesa (Somalia)
Il Ministero della difesa del Governo Federale di Transizione della Somalia è l'organismo governativo che si occupa delle forze armate somale. L'attuale ministro della difesa è Abdirashid Abdullahi Mohamed.

## Storia
L'Esercito nazionale somalo (ENS) è stato sciolto dopo la caduta del governo di Siad Barre nei primi anni novanta. Per alcuni anni il Paese è stato controllato da signori della guerra indipendenti e milizie etniche tribali. Nel febbraio 2004 l'istituzione di un nuovo esercito nazionale fu garantita nella Carta federale di transizione:
2. Le forze armate dovranno rispettare e preservare la Carta, le leggi dello Stato e l'unità della nazione.

3. La legge dovrà regolare la struttura e le funzioni delle forze armate ed il sistema di cooperazione e coordinazione tra di loro nell'adempimento dei loro doveri istituzionali.»
(Carta federale di transizione, capitolo 10, articolo 65)

## Opposizione dell'Unione delle Corti Islamiche
La creazione di un esercito nazionale incontrò l'opposizione dell'Unione delle Corti Islamiche, che, intervenendo con la forza, cercarono di stabilire delle istituzioni nazionali basate sulla shari'a (la legge islamica). Comunque l'UCI ed il GFT hanno concordato diplomaticamente di lavorare insieme per creare un esercito nazionale, come scritto in questo rapporto prima del Consiglio di sicurezza delle Nazioni Unite:
L'UCI è stata sconfitta nel dicembre 2006 in una serie di battaglie dal GFT, alleato ed aiutato dall'Etiopia e delle regioni somale semi-indipendenti del Puntland e del Galmudug. Tra queste battaglie ci sono quelle di Baidoa, Belet Weyne, Bandiradley e Giohar. Il colpo finale è stato dato nel gennaio 2007 con la Ras Kamboni, benché combattimenti e disordini sparsi e violenze tra clan siano rimasti.